# Akihito vanuatu
Akihito vanuatu (лат.) — вид лучепёрых рыб из семейства Oxudercidae.

## Распространение
Океания, Вануату, острова Ambae (выше 70 м) и Pentecost (выше 300 м). Ручьи и мелкие водоёмы; окрестные морские прибрежные воды.

## Описание
Максимальная длина тела самцов 4,3 см, а самок — 3,9 см.

## Биология
Амфидромные рыбы. Обитают в чистых быстрых ручьях над твердыми каменистыми грунтами. В сухой сезон ручьи пересыхают, и рыбы живут в замкнутых участках ручьёв без проточной воды. Здесь же происходит размножение. Продолжительность инкубационного периода не превышает 24 часов. В период сильных дождей ручьи наполняются водой, и личинки сносятся течением в реки или прибрежные воды. После нескольких месяцев нагула в море или реке молодь поднимается вверх по течению к основным местам обитания. Питаются водными насекомыми и ракообразными, такими как пресноводные креветки (Caridina spp).

## Таксономия и этимология
Вид был впервые описан в 2007 году. Назван по месту обнаружения (острова Вануату), а род назван в честь японского императора Акихито, известного своим интересом к ихтиологии и автора нескольких десятков научных публикаций.